# Уорнер, Тони
Энтони (Тони) Рэндолф Уорнер (англ. Anthony Randolph Warner; 11 мая 1974, Ливерпуль) — английский и тринидадский футболист, выступавший на позиции вратаря.

## Карьера

### Клубная
Воспитанник «Ливерпуля». Несколько лет входил в состав команды и провел 120 матчей на её скамейке запасных, но за неё в итоге он не провел ни одной игры. Несколько раз отдавался в аренду различным английским и шотландским клубам, включая «Селтик». После ухода из стана «красных», Уорнер сменил не один десяток команд. Лучше всего ему удалось проявить себя в «Миллуолле», ворота которого Уорнер защищал пять лет. Вместе с ним голкипер в 2004 году дошел до финала Кубка Англии.
Некоторое время вратарь провел в английской Премьер-Лиги за «Фулхэм». Всего Уорнер провел за «дачников» 21 игру. В 2008 году Уорнер перешел в «Халл Сити», но за два года он не сыграл за него ни разу. В 2010 году вратарь по согласованию с Роем Ходжсоном для поддержания игровых кондиций три месяца тренировался с «Ливерпулем».
В конце своей карьеры голкипер поиграл в коллективах из Новой Зеландии и Мальты. Последним клубом в его карьере был «Аккрингтон Стэнли», где он числился в 41 год.

### Сборная
Не имея шансов пробиться в сборную Англии, Тони Уорнер предложил свои услуги перед Чемпионатом мира по футболу 2006 года пробившейся на мундиаль команде Тринидаду и Тобаго. Вратарь получил гражданство страны и дебютировал за неё в товарищеском матче против сборной Исландии. Голкипер вошел в предварительную заявку национальной команды, однако в окончательный список наставник «воинов сока» Лео Беенхаккер его не включил. Следующий матч за сборную Уорнер провел спустя пять лет против Бермуд. После него он больше не вызывался в расположение тринидадцев.

### Тренера
После завершения карьеры Тони Уорнер трудился в футбольной академии клуба «Болтон Уондерерс». В октябре 2017 года он стал тренером вратарей в индийском «Ченнайине».

## Достижения
- Финалист Кубка Англии: 2004
- Вице-чемпион Шотландии: 1998/99
- Финалист Кубка Шотландии: 1998/99
- Победитель Футбольной лиги Англии: 2000/01